# Mário de Azevedo
Mário Adriano de Moura e Castro Brandão Fernandes de Azevedo é um político português. Ocupou o cargo de Ministro da Habitação e Obras Públicas no V Governo Constitucional

## Funções governamentais exercidas
- V Governo Constitucional
  - Ministro da Habitação
 e Obras Públicas